# Aleksandr Nikulichev
Aleksandr Sergeyevich Nikulichev (tiếng Nga: Александр Сергеевич Никуличев; sinh ngày 29 tháng 12 năm 1995) là một cầu thủ bóng đá người Nga. Anh thi đấu cho F.K. Rotor-2 Volgograd.

## Sự nghiệp câu lạc bộ
Anh ra mắt chuyên nghiệp tại Giải bóng đá chuyên nghiệp quốc gia Nga cho F.K. Rotor Volgograd vào ngày 12 tháng 8 năm 2014 trong trận đấu với FC Astrakhan.